# Нафтовик (Охтирка)
«Нафтови́к» — український футбольний клуб з Охтирки Сумської області. Виступає в Чемпіонаті України серед аматорів, а також Чемпіонаті та Кубку Сумської області.

## Історія назв
- 1980 — 13 липня 2004: «Нафтовик»
- 13 липня 2004—2018: «Нафтовик-Укрнафта»
- з 7 лютого 2020 року: «Нафтовик»

## Історія

Емблема «Нафтовика»
(1980—2004 роки)

Емблема «Нафтовика-Укрнафти»
(2004—2018 роки)

Команда заснована у 1980 році за ініціативи адміністрації Охтирського нафтогазовидобувного управління (зараз НГВУ «Охтирканафтогаз» ПАТ «Укрнафта»). До 1982 року «Нафтовик» грав на першість області. Після чого, завоювавши кубок області, почали брати участь в першості України серед команд колективів фізкультури.
1985 року «Нафтовик» став чемпіоном УРСР та, згідно з регламентом, завоював путівку в другу лігу союзної першості. Всього за 5 років виступів серед команд колективів фізкультури «Нафтовик» зіграв 63 матчі, 42 з яких виграв, 6 разів зіграв внічию і 15 зустрічей програв. Різниця забитих і пропущених м'ячів 109-64.
Чемпіонами стали:
- воротарі: Олександр Ковальов та Борис Філатов;
- захисники: Євген Осипов, Володимир Ольшанченко, Василь Єрмак (капітан команди), Віктор Мунтян, Віктор Попчук, Валерій Бойченко;
- півзахисники: Сергій Фомін, Олег Земляний, Олександр Довбій, Тарас Томич, Ігор Строганов, Віктор Яїчник;
- нападники: Анатолій Єрмак, Григорій Лазарко, Віктор Гальченко, Володимир Лінке;
- тренери: Анатолій Конопльов та Володимир Попов.

Успішно виступала команда і в другій лізі першості Союзу. В рік дебюту «Нафтовик» був дев'ятнадцятим серед 28 команд, але вже наступного сезону зайняв шосте місце. Потім, після двох років спаду, повторив своє досягнення і виступив у фіналі Кубка України, де по сумі двох ігор поступився житомирському «Поліссю». А в сезоні 1991 року зайняв перше місце у своїй зоні.
Доволі успішно клуб виступав і в Кубку СРСР. Так у сезоні 1988/89 команда поступилась у 1/64 фіналу кишинівському «Ністру» 1:2. Вдруге охтирчани потрапили до розіграшу Кубку СРСР у сезоні 1991/92. У 1/64 фіналу здолали в себе на полі ризьку команду «Пардаугава» 2:1, а у 1/32 фіналу також на домашньому стадіоні перемогли білоруський «Дніпро» (Могильов) з рахунком 2:1. У 1/16 фіналу двічі поступились київському «Динамо» 1:4 (в Охтирці) і 0:4 (у Києві).
Перший чемпіонат незалежної України клуб розпочав у вищій лізі, але посівши 8-е місце у Групі Б опустився до першої ліги. У першій лізі клуб стабільно займав місця у верхній частині таблиці, але у сезоні 1999/00 зайняв 14 місце і вилетів до другої ліги. Там «Нафтовик» за декілька турів до завершення сезону упевнено зайняв перше місце у своїй групі та повернувся у першу лігу, продовжуючи займати місця у верхній частині таблиці, а у сезоні 2003/04 команда посіла навіть трете місце, відставши від другого «прохідного» місця лише на 4 очки.
Проте у сезоні 2006/07 клуб таки зайняв 1-е місце і знову виборов путівку до вищої ліги. Там, незважаючи на ряд перемог, в тому числі сенсаційної виїзної перемоги 1:0 над чемпіоном України «Динамо» (Київ), за результатами сезону 2007/08 років клуб набрав на одне очко менше ніж ФК «Харків», що зайняв «рятівну» 14 позицію, і знову опустився до першої ліги.
Повернувшись до першої ліги, клуб став середняком турніру, не маючи особливих шансів на повернення до еліти.
У сезоні 2016/17 охтирський клуб вчетверте вийшов до 1/4 фіналу Кубка України, де поступився майбутньому фіналісту київському «Динамо» 0:1.
Перед початком сезону другої ліги 2018/2019 футбольний клуб «Нафтовик-Укрнафта» було розформовано.
7 лютого 2020 року фарм-клуб «Нафтовика-Укрнафти» — «Нафтовик-2» — було перейменовано на ФК «Нафтовик» (Охтирка). Спонсором команди продовжує виступати НГВУ «Охтирканафтогаз» ПАТ «Укрнафта». Почесним керівником клубу став Ігор Біленко, головним тренером — Олександр Сікун.
З 2020 року Нафтовик» виступає у Вищій лізі чемпіонату Сумської області та Кубку Сумської області, з сезону 2021/22 також бере участь у чемпіонаті України серед аматорів.

## Досягнення
| «Нафтовик»: Перша ліга чемпіонату України: Переможець: 2006/07 Бронзовий призер (2): 1992/93, 2003/04 Друга ліга чемпіонату України: Переможець: 2000/01 Кубок України: - 1/4 фіналу (4): 1992, 2004/05, 2007/08, 2016/17 Чемпіонат Сумської області: Переможець (2): 2022, 2023 Срібний призер (2): 1981, 2020 Бронзовий призер: 2021 Кубок Сумської області: Володар (6): 1982, 1983, 1984, 2021, 2022, 2023 Фіналіст: 1981 Суперкубок Сумської області: Володар (2): 2022, 2023 Кубок голови Сумської ОДА: Володар (2): 2001, 2010 Чемпіонат УРСР (перша зона другої ліги чемпіонату СРСР): Переможець: 1991 Чемпіонат УРСР серед КФК: Переможець: 1985 Кубок УРСР: Фіналіст: 1990 | «Нафтовик-2»: Чемпіонат Сумської області: Переможець (5): 1997/98, 2002, 2003, 2005, 2008 Срібний призер: 1998/99 Бронзовий призер: 2007 Кубок Сумської області: Володар (3): 2000, 2005, 2007 Фіналіст (2): 1999, 2014 |

## Статистика

### СРСР
| Сезон | Див.            | Місце | І  | В  | Н  | П  | ГЗ | ГП | О  | Кубок СРСР  | Примітки |
| ----- | --------------- | ----- | -- | -- | -- | -- | -- | -- | -- | ----------- | -------- |
| 1986  | Друга ліга СРСР | 19    | 40 | 14 | 10 | 16 | 42 | 42 | 38 |             |          |
| 1987  | Друга ліга СРСР | 6     | 52 | 24 | 15 | 13 | 72 | 48 | 63 |             |          |
| 1988  | Друга ліга СРСР | 9     | 50 | 20 | 15 | 15 | 63 | 54 | 55 |             |          |
| 1989  | Друга ліга СРСР | 16    | 52 | 16 | 16 | 20 | 56 | 60 | 48 | 1/64 фіналу |          |
| 1990  | Друга ліга СРСР | 6     | 36 | 17 | 10 | 9  | 45 | 29 | 44 |             |          |
| 1991  | Друга ліга СРСР | 1     | 50 | 29 | 17 | 4  | 87 | 34 | 75 |             |          |

### Україна
| Сезон   | Ліга                                   | Місце                                  | Ігри                                   | В                                      | Н                                      | П                                      | ГЗ                                     | ГП                                     | Очки                                   | Кубок України              | Примітки                   |
| ------- | -------------------------------------- | -------------------------------------- | -------------------------------------- | -------------------------------------- | -------------------------------------- | -------------------------------------- | -------------------------------------- | -------------------------------------- | -------------------------------------- | -------------------------- | -------------------------- |
| 1992    | Вища                                   | 12                                     | 18                                     | 5                                      | 3                                      | 10                                     | 12                                     | 28                                     | 13                                     | 1/4 фіналу                 |                            |
| 1992-93 | Перша                                  | 3                                      | 42                                     | 22                                     | 10                                     | 10                                     | 73                                     | 41                                     | 54                                     | 1/16 фіналу                |                            |
| 1993-94 | Перша                                  | 5                                      | 38                                     | 19                                     | 10                                     | 9                                      | 57                                     | 28                                     | 48                                     | 1/32 фіналу                |                            |
| 1994-95 | Перша                                  | 5                                      | 42                                     | 23                                     | 3                                      | 16                                     | 69                                     | 51                                     | 72                                     | 1/128 фіналу               |                            |
| 1995-96 | Перша                                  | 8                                      | 42                                     | 18                                     | 12                                     | 12                                     | 52                                     | 37                                     | 66                                     | 1/32 фіналу                |                            |
| 1996-97 | Перша                                  | 5                                      | 46                                     | 25                                     | 6                                      | 15                                     | 76                                     | 43                                     | 81                                     | 1/32 фіналу                |                            |
| 1997-98 | Перша                                  | 8                                      | 42                                     | 19                                     | 10                                     | 13                                     | 56                                     | 50                                     | 67                                     | 1/8 фіналу                 |                            |
| 1998-99 | Перша                                  | 8                                      | 38                                     | 16                                     | 9                                      | 13                                     | 45                                     | 40                                     | 57                                     | 1/32 фіналу                |                            |
| 1999-00 | Перша                                  | 14                                     | 34                                     | 13                                     | 5                                      | 16                                     | 42                                     | 51                                     | 44                                     | 1/16 фіналу                |                            |
| 2000-01 | Друга (гр.В)                           | 1                                      | 30                                     | 24                                     | 3                                      | 3                                      | 65                                     | 20                                     | 75                                     | Не брав участь             |                            |
| 2001-02 | Перша                                  | 7                                      | 34                                     | 13                                     | 10                                     | 11                                     | 35                                     | 32                                     | 49                                     | 1/32 фіналу                |                            |
| 2002-03 | Перша                                  | 4                                      | 34                                     | 15                                     | 9                                      | 10                                     | 37                                     | 26                                     | 54                                     | 1/16 фіналу                |                            |
| 2003-04 | Перша                                  | 3                                      | 34                                     | 17                                     | 11                                     | 6                                      | 52                                     | 33                                     | 62                                     | 1/16 фіналу                |                            |
| 2004-05 | Перша                                  | 10                                     | 34                                     | 13                                     | 10                                     | 11                                     | 37                                     | 26                                     | 49                                     | 1/4 фіналу                 |                            |
| 2005-06 | Перша                                  | 4                                      | 34                                     | 17                                     | 7                                      | 10                                     | 50                                     | 35                                     | 58                                     | 1/16 фіналу                |                            |
| 2006-07 | Перша                                  | 1                                      | 36                                     | 27                                     | 2                                      | 7                                      | 58                                     | 29                                     | 83                                     | 1/32 фіналу                |                            |
| 2007-08 | Вища                                   | 15                                     | 30                                     | 6                                      | 8                                      | 16                                     | 28                                     | 38                                     | 26                                     | 1/4 фіналу                 |                            |
| 2008-09 | Перша                                  | 12                                     | 32                                     | 11                                     | 11                                     | 10                                     | 41                                     | 42                                     | 41                                     | 1/32 фіналу                | знято 3 очки               |
| 2009-10 | Перша                                  | 7                                      | 34                                     | 17                                     | 6                                      | 11                                     | 45                                     | 37                                     | 57                                     | 1/16 фіналу                |                            |
| 2010-11 | Перша                                  | 14                                     | 34                                     | 10                                     | 11                                     | 13                                     | 40                                     | 44                                     | 41                                     | 1/8 фіналу                 |                            |
| 2011-12 | Перша                                  | 10                                     | 34                                     | 12                                     | 8                                      | 14                                     | 49                                     | 43                                     | 44                                     | 1/32 фіналу                |                            |
| 2012-13 | Перша                                  | 5                                      | 34                                     | 15                                     | 9                                      | 10                                     | 39                                     | 31                                     | 54                                     | 1/32 фіналу                |                            |
| 2013-14 | Перша                                  | 7                                      | 30                                     | 12                                     | 7                                      | 11                                     | 40                                     | 35                                     | 43                                     | 1/32 фіналу                |                            |
| 2014-15 | Перша                                  | 12                                     | 30                                     | 10                                     | 10                                     | 10                                     | 32                                     | 34                                     | 40                                     | 1/16 фіналу                |                            |
| 2015-16 | Перша                                  | 9                                      | 30                                     | 11                                     | 7                                      | 12                                     | 31                                     | 33                                     | 40                                     | 1/16 фіналу                |                            |
| 2016-17 | Перша                                  | 6                                      | 34                                     | 15                                     | 9                                      | 10                                     | 47                                     | 29                                     | 54                                     | 1/4 фіналу                 |                            |
| 2017-18 | Перша                                  | 15                                     | 34                                     | 8                                      | 9                                      | 17                                     | 27                                     | 42                                     | 33                                     | 1/32 фіналу                |                            |
| 2019    | Не брав участь у змаганнях             | Не брав участь у змаганнях             | Не брав участь у змаганнях             | Не брав участь у змаганнях             | Не брав участь у змаганнях             | Не брав участь у змаганнях             | Не брав участь у змаганнях             | Не брав участь у змаганнях             | Не брав участь у змаганнях             | Не брав участь у змаганнях | Не брав участь у змаганнях |
| 2020-21 | Виступав у чемпіонаті Сумської області | Виступав у чемпіонаті Сумської області | Виступав у чемпіонаті Сумської області | Виступав у чемпіонаті Сумської області | Виступав у чемпіонаті Сумської області | Виступав у чемпіонаті Сумської області | Виступав у чемпіонаті Сумської області | Виступав у чемпіонаті Сумської області | Виступав у чемпіонаті Сумської області | 1/32 фіналу                |                            |
| 2021-22 | Аматори (гр.2)                         | 4                                      | 9                                      | 6                                      | 1                                      | 2                                      | 16                                     | 7                                      | 19                                     | —                          |                            |
| 2022-23 | Аматори (гр.2)                         | 2                                      | 16                                     | 8                                      | 2                                      | 6                                      | 20                                     | 24                                     | 26                                     | —                          |                            |
| 2023-24 | Аматори (гр.2)                         | 4                                      | 16                                     | 8                                      | 4                                      | 4                                      | 19                                     | 14                                     | 28                                     | —                          |                            |
| 2024-25 | Аматори (гр.2)                         | 6                                      | 18                                     | 7                                      | 2                                      | 9                                      | 22                                     | 29                                     | 23                                     | —                          |                            |

## Тренери
- 1980—1984:  Валерій Душков
- 03.1985—12.1985:  Анатолій Конопльов
- 1986:  Євген Камінський
- 1987—1989:  Андрій Біба
- 1990—06.1992: / Валерій Душков
- 07.1992—07.1993:  Геннадій Макаров
- 08.1993—11.1995:  Андрій Біба
- 03.1996—04.1997:  Олександр Довбій
- 04.1997—08.1999:  Василь Єрмак
- 08.1999—06.2000:  Віктор Пожечевський
- 08.2000—04.2002:  Василь Єрмак
- 04.2002—08.2007:  Сергій Шевченко
- 08.2007:  Віктор Іщенко (в.o.)
- 25.08.2007—16.05.2008:  Валерій Городов
- 17.11.2008—29.05.2009:  Радік Ямліханов
- 29.05.2009—05.08.2009:  Вадим Колесник (в.o.)
- 05.08.2009—06.2010:  Сергій Шевченко
- 27.06.2010—05.11.2011:  Сергій Мізін
- 06.11.2011—30.11.2011:  Вадим Колесник (в.o.)
- 30.11.2011—27.11.2013:  Євген Яровенко[10]
- 03.12.2013—04.06.2015:  Вадим Колесник
- 18.06.2015—27.05.2018:  Володимир Книш
- 05.2020—08.2021:  Олександр Сікун
- 08.2021—06.2023:  Антон Сікун
- з 08.2023:  Віталій Бала[11]

## Керівництво та персонал
Станом на 8 січня 2023  року відповідно до офіційної заявки на сайті ААФУ
| Посада             | Ім'я              |
| ------------------ | ----------------- |
| Почесний президент | Микола Задорожній |
| Президент          | Олександр Сікун   |
| Начальник команди  | Сергій Олондарь   |

## Тренерський штаб
Станом на 7 вересня 2023  року відповідно до офіційної заявки на сайті ААФУ
| Посада          | Ім'я           |
| --------------- | -------------- |
| Головний тренер | Віталій Бала   |
| Тренер          | Антон Сікун    |
| Тренер          | Руслан Табачун |